# Torneo Apertura 2013 (Paraguay)
El Torneo Apertura 2013 (Copa Tigo-Visión Banco, por motivos comerciales), denominado «Don Osvaldo Domínguez Dibb», fue el centésimo octavo campeonato oficial de Primera División organizado por la Asociación Paraguaya de Fútbol (APF). Se inició el 9 de febrero, y llegó a su fin el 30 de junio.
En forma anticipada, faltando cuatro jornadas para la conclusión del certamen, se consagró campeón por novena vez en su historia el Club Nacional.

## Sistema de competición
Consistió en tipo liga, al igual que en las temporadas precedentes, es decir todos contra todos a partidos de ida y vuelta. Por lo tanto constó de dos rondas con once jornadas cada una a localía invertida. Se convirtió en campeón el equipo que acumuló la mayor cantidad de puntos al término de las 22 fechas.
En caso de paridad de puntos entre dos contendientes, se definía el título en un partido extra. De haber existido más de dos en disputa, se hubiera resuelto según los siguientes parámetros:
1) saldo de goles;
2) mayor cantidad de goles marcados;
3) mayor cantidad de goles marcados en condición de visitante;
4) sorteo.

## Producto de la clasificación
- El torneo coronó al campeón 108° en la historia de la Primera División de Paraguay.

- El ganador obtuvo además el acceso a la fase de grupos de la edición 2014 de la Copa Libertadores de América.

## Relevo anual de clubes
| Ascendidos a la Primera División              |
| --------------------------------------------- |
| General Díaz (Campeón de División Intermedia) |
| Deportivo Capiatá (2º de Intermedia)          |

| Descendidos a División Intermedia |
| --------------------------------- |
| Tacuary (2º peor promedio)        |
| Independiente (Peor promedio)     |

## Equipos participantes
| Equipos            | Entrenador       | Fundación                | Ciudad            | Estadio                   | Indumentaria  | Capacidad |
| ------------------ | ---------------- | ------------------------ | ----------------- | ------------------------- | ------------- | --------- |
| Cerro Porteño      | Francisco Arce   | 1 de octubre de 1912     | Asunción          | General Pablo Rojas       | Diadora       | 32.940    |
| Cerro Porteño (PF) | Miguel Portillo  | 10 de diciembre de 1967  | Presidente Franco | Felipe Giménez            | Marathon      | 5.000     |
| Deportivo Capiatá  | Mario Jacquet    | 4 de septiembre de 2008  | Capiatá           | Deportivo Capiatá         | Saltarin Rojo | 7.000     |
| General Díaz       | Humberto García  | 22 de septiembre de 1917 | Luque             | General Adrián Jara       | Mitre         | 3.300     |
| Guaraní            | Gustavo Díaz     | 12 de octubre de 1903    | Asunción          | Rogelio Livieres          | Kappa         | 6.000     |
| Libertad           | Rubén Israel     | 30 de julio de 1905      | Asunción          | Universitario De Asunción | Nike          | 10.000    |
| Nacional           | Gustavo Morínigo | 5 de junio de 1904       | Asunción          | Arsenio Erico             | Lotto         | 4.000     |
| Olimpia            | Ever Almeida     | 25 de julio de 1902      | Asunción          | Manuel Ferreira           | Nike          | 20.000    |
| Rubio Ñu           | Hernán Lisi      | 24 de agosto de 1913     | Asunción          | Nueva Arboleda            | Lotto         | 5.500     |
| Sol de América     | Gualberto Jara   | 22 de marzo de 1909      | Villa Elisa       | Luis Alfonso Giagni       | Lotto         | 5.000     |
| Sportivo Carapeguá | Mauro Caballero  | 3 de septiembre de 2010  | Carapeguá         | Municipal De Carapegua    | Aon           | 3.000     |
| Sportivo Luqueño   | Rubén Situani    | 1 de mayo de 1921        | Luque             | Feliciano Cáceres         | Puma          | 25.000    |

El campeonato contó con la participación de doce equipos, en su mayoría pertenecientes a la capital del país.
Siete fueron de Asunción, tres provenientes de ciudades cercanas a ésta, Luque y Capiatá, uno del departamento de Paraguarí (Carapeguá), y uno perteneciente al departamento de Alto Paraná. Vale aclarar que el club Sol de América mantiene su sede social en Asunción, pero disputa sus partidos como local en su campo de fútbol situado en la ciudad vecina de Villa Elisa.
Los únicos clubes que sólo han competido en esta categoría (también conocida como División de Honor) son dos: Olimpia y Guaraní, completando con esta temporada 108 y 107 participaciones, respectivamente. Asimismo, los clubes Cerro Porteño (102 participaciones), Sportivo Carapeguá, Cerro Porteño (PF) (2 participaciones), General Díaz y Deportivo Capiatá (1 participación) nunca han descendido desde sus ingresos, en 1913, 2012 y 2013, respectivamente.

### Distribución geográfica de los equipos
| Región                      | Cant. | Equipos                                                                       |
| --------------------------- | ----- | ----------------------------------------------------------------------------- |
| Asunción                    | 7     | Cerro Porteño, Guaraní, Libertad, Nacional, Olimpia, Sol de América, Rubio Ñu |
| Departamento Central        | 3     | Dep. Capiatá, General Díaz, Sp. Luqueño                                       |
| Departamento de Alto Paraná | 1     | Cerro Porteño (PF)                                                            |
| Departamento de Paraguarí   | 1     | Sp. Carapeguá                                                                 |

## Cambio de entrenadores
| Equipos            | DT. ste.            | Cese          | DT. ete.                         | Designación   |
| ------------------ | ------------------- | ------------- | -------------------------------- | ------------- |
| Cerro Porteño (PF) | Félix Darío León    | 16 de febrero | Nelson Zelaya                    | 16 de febrero |
| Cerro Porteño      | Jorge Fossati       | 22 de febrero | Francisco Arce                   | 3 de marzo    |
| Rubio Ñu           | Francisco Arce      | 3 de marzo    | Carlos Jara Saguier              | 4 de marzo    |
| Sportivo Luqueño   | Pablo Caballero     | 3 de marzo    | José Cardozo                     | 4 de marzo    |
| Deportivo Capiatá  | Edgar Denis         | 4 de marzo    | Mario Jacquet                    | 4 de marzo    |
| Cerro Porteño (PF) | Nelson Zelaya       | 24 de marzo   | Miguel Portillo                  | 28 de marzo   |
| Sportivo Carapeguá | Celso Ayala         | 31 de marzo   | Pablo Caballero                  | 1 de abril    |
| Sol de América     | Ricardo Dabrowski   | 4 de abril    | Gualberto Jara                   | 9 de abril    |
| Sportivo Luqueño   | José Cardozo        | 27 de abril   | Alicio Solalinde                 | 5 de mayo     |
| Rubio Ñu           | Carlos Jara Saguier | 26 de mayo    | Hernán Lisi                      | 27 de mayo    |
| Sportivo Carapeguá | Pablo Caballero     | 3 de junio    | Mauro Caballero/Virginio Cáceres | 4 de junio    |
| Guaraní            | Diego Alonso        | 10 de junio   | Fernando Jubero                  | 11 de junio   |

## Cobertura televisiva
La empresa productora de contenido audiovisual, Teledeportes Paraguay (perteneciente a la compañía de telefonía móvil, Tigo, a partir de 2012) es la encargada de la transmisión de los partidos del campeonato paraguayo de fútbol desde 1999. Emitió en vivo hasta cuatro juegos por jornada a través del canal por cable Unicanal de Cablevisión, y el posterior resumen con lo mejor de cada encuentro por la señal de aire de Telefuturo (Canal 4).

## Patrocinio
La compañía de telefonía celular, Tigo, y la institución bancaria de tipo microfinanciero, Visión Banco, son las encargadas de patrocinar todos los torneos realizados por la APF. El vínculo contractual con la primera se concretó a partir de 2008 con la celebración del torneo Apertura del mismo año. En tanto que la relación con el otro espónsor para respaldar cada campeonato se inició a principios de 2010.
Los premios en efectivo fueron fijados en US$ 50.000 dólares para el campeón (40.000 por parte de Tigo y 10.000 de Visión Banco). Por su parte, el subcampeón se acreditó 10.000 de la misma moneda.

## Clasificación
| Pos. | Equipos            | PJ | PG | PE | PP | GF | GC | Dif. | Pts. |
| ---- | ------------------ | -- | -- | -- | -- | -- | -- | ---- | ---- |
| 1.   | Nacional           | 22 | 15 | 1  | 6  | 40 | 25 | 15   | 46   |
| 2.   | Guaraní            | 22 | 11 | 7  | 4  | 38 | 21 | 17   | 40   |
| 3.   | Cerro Porteño      | 22 | 11 | 4  | 7  | 38 | 29 | 9    | 37   |
| 4.   | Libertad           | 22 | 10 | 6  | 6  | 29 | 23 | 6    | 36   |
| 5.   | Olimpia            | 22 | 8  | 7  | 7  | 31 | 31 | 0    | 31   |
| 6.   | Sol de América     | 22 | 7  | 8  | 7  | 30 | 34 | -4   | 29   |
| 7.   | General Díaz       | 22 | 7  | 7  | 8  | 25 | 27 | -2   | 28   |
| 8.   | Deportivo Capiatá  | 22 | 7  | 6  | 9  | 25 | 30 | -5   | 27   |
| 9.   | Rubio Ñu           | 22 | 6  | 7  | 9  | 27 | 29 | -2   | 25   |
| 10.  | Sportivo Luqueño   | 22 | 6  | 7  | 9  | 19 | 25 | -6   | 25   |
| 11.  | Cerro Porteño (PF) | 22 | 4  | 7  | 11 | 27 | 38 | -11  | 19   |
| 12.  | Sportivo Carapeguá | 22 | 3  | 7  | 12 | 22 | 39 | -17  | 16   |

### Evolución de la clasificación
| E\J | 01 | 02 | 03 | 04 | 05 | 06 | 07 | 08 | 09 | 10 | 11 | 12 | 13 | 14 | 15 | 16 | 17 | 18 | 19 | 20 | 21 | 22 |
| --- | -- | -- | -- | -- | -- | -- | -- | -- | -- | -- | -- | -- | -- | -- | -- | -- | -- | -- | -- | -- | -- | -- |
| CAP | 10 | 12 | 10 | 11 | 6  | 8  | 7  | 6  | 10 | 8  | 5  | 6  | 7  | 7  | 8  | 9  | 6  | 6  | 6  | 6  | 8  | 8  |
| CER | 12 | 11 | 7  | 9  | 12 | 12 | 12 | 11 | 9  | 6  | 8  | 5  | 4  | 4  | 3  | 2  | 3  | 4  | 4  | 4  | 4  | 3  |
| CPF | 11 | 4  | 8  | 7  | 7  | 4  | 4  | 7  | 6  | 5  | 6  | 8  | 9  | 10 | 9  | 8  | 9  | 10 | 11 | 11 | 11 | 11 |
| GEN | 3  | 5  | 1  | 1  | 1  | 1  | 2  | 2  | 2  | 2  | 3  | 4  | 6  | 5  | 6  | 5  | 5  | 7  | 8  | 7  | 6  | 7  |
| GUA | 5  | 1  | 4  | 3  | 4  | 3  | 3  | 4  | 5  | 3  | 4  | 3  | 3  | 2  | 2  | 3  | 2  | 3  | 3  | 2  | 2  | 2  |
| LIB | 5  | 3  | 5  | 4  | 3  | 5  | 5  | 3  | 3  | 4  | 2  | 2  | 2  | 3  | 4  | 4  | 4  | 2  | 2  | 3  | 3  | 4  |
| NAC | 2  | 7  | 2  | 2  | 2  | 1  | 1  | 1  | 1  | 1  | 1  | 1  | 1  | 1  | 1  | 1  | 1  | 1  | 1  | 1  | 1  | 1  |
| OLI | 7  | 9  | 6  | 6  | 9  | 7  | 6  | 5  | 4  | 7  | 10 | 7  | 5  | 6  | 5  | 7  | 7  | 5  | 5  | 5  | 5  | 5  |
| RUB | 4  | 6  | 9  | 8  | 11 | 11 | 9  | 10 | 11 | 11 | 11 | 11 | 11 | 11 | 11 | 11 | 11 | 9  | 10 | 9  | 10 | 9  |
| SOL | 1  | 2  | 3  | 5  | 5  | 6  | 8  | 9  | 8  | 10 | 9  | 10 | 8  | 8  | 7  | 6  | 8  | 8  | 7  | 8  | 7  | 6  |
| SCA | 9  | 10 | 11 | 10 | 10 | 9  | 10 | 8  | 7  | 9  | 7  | 9  | 10 | 9  | 10 | 10 | 10 | 12 | 12 | 12 | 12 | 12 |
| SLU | 7  | 8  | 12 | 12 | 8  | 10 | 11 | 12 | 12 | 12 | 12 | 12 | 12 | 12 | 12 | 12 | 12 | 11 | 9  | 10 | 9  | 10 |

|  |                             |
|  | Líder                       |
|  | Con un partido pendiente    |
|  | Con dos partidos pendientes |

## Resultados
| L\V | CAP | CER | CPF | GEN | GUA | LIB | NAC | OLI | RUB | SOL | SCA | SLU |
| --- | --- | --- | --- | --- | --- | --- | --- | --- | --- | --- | --- | --- |
| CAP |     | 0:2 | 2:1 | 1:1 | 0:5 | 0:0 | 0:1 | 1:1 | 3:4 | 1:1 | 2:0 | 1:0 |
| CER | 0:1 |     | 4:2 | 3:2 | 2:1 | 3:1 | 1:4 | 1:1 | 2:2 | 4:0 | 3:0 | 0:0 |
| CPF | 1:0 | 1:3 |     | 1:3 | 0:0 | 2:3 | 5:2 | 1:2 | 1:2 | 1:1 | 2:2 | 2:1 |
| GEN | 2:1 | 2:3 | 1:1 |     | 1:1 | 1:1 | 1:3 | 0:1 | 1:1 | 2:0 | 1:0 | 1:0 |
| GUA | 1:1 | 2:0 | 2:1 | 0:1 |     | 1:1 | 0:0 | 1:2 | 2:4 | 2:1 | 2:1 | 4:1 |
| LIB | 2:1 | 1:0 | 1:1 | 2:0 | 1:2 |     | 0:1 | 0:0 | 2:1 | 2:1 | 2:0 | 0:2 |
| NAC | 2:1 | 0:2 | 4:1 | 1:0 | 0:2 | 1:0 |     | 3:0 | 1:0 | 3:2 | 4:3 | 0:1 |
| OLI | 2:3 | 1:0 | 2:0 | 0:1 | 2:3 | 2:1 | 2:3 |     | 1:1 | 1:2 | 3:2 | 4:3 |
| RUB | 1:2 | 1:2 | 1:0 | 1:1 | 1:1 | 1:2 | 1:0 | 0:0 |     | 1:1 | 2:1 | 0:1 |
| SOL | 1:0 | 4:1 | 1:1 | 3:1 | 0:4 | 3:4 | 2:1 | 3:2 | 1:0 |     | 0:0 | 2:2 |
| SCA | 0:2 | 1:1 | 1:2 | 3:2 | 1:1 | 0:0 | 0:3 | 2:2 | 3:2 | 1:1 |     | 0:2 |
| SLU | 2:2 | 2:1 | 0:0 | 0:0 | 0:1 | 0:3 | 1:3 | 0:0 | 1:0 | 0:0 | 0:1 |     |

|  |                   |
|  | Victoria local    |
|  | Empate            |
|  | Triunfo visitante |

## Campeón
| Nacional           |
| Nacional 9º título |

## Máximos goleadores
| País                | Jugador          | Equipo        | Goles |
| ------------------- | ---------------- | ------------- | ----- |
| Bandera de Paraguay | Julián Benítez   | Nacional      | 13    |
| Bandera de Brasil   | Rodrigo Teixeira | Guaraní       | 11    |
| Bandera de Paraguay | Ángel Romero     | Cerro Porteño | 9     |
| Bandera de Paraguay | Jonathan Fabbro  | Cerro Porteño | 7     |
| Bandera de Paraguay | Hugo Lusardi     | Rubio Ñu      | 7     |
| Bandera de Paraguay | Marcos Melgarejo | Nacional      | 7     |
| Bandera de Paraguay | William Mendieta | Libertad      | 7     |
| Bandera de Paraguay | Pablo Velázquez  | Libertad      | 7     |

## Público asistente

### Asistencia por equipos
La tabla siguiente muestra la cantidad de espectadores que acumuló cada equipo en sus respectivos partidos. Se asigna en su totalidad el mismo número a ambos protagonistas de un juego.
| Pos. | Equipos            | PJ | As.    |
| ---- | ------------------ | -- | ------ |
| 1.   | Olimpia            | 22 | 97.828 |
| 2.   | Cerro Porteño      | 22 | 72.115 |
| 3.   | Sportivo Luqueño   | 22 | 34.301 |
| 4.   | Guaraní            | 22 | 28.577 |
| 5.   | Deportivo Capiatá  | 22 | 27.848 |
| 6.   | Nacional           | 22 | 24.603 |
| 7.   | Sportivo Carapeguá | 22 | 24.529 |
| 8.   | Libertad           | 22 | 21.366 |
| 9.   | General Díaz       | 22 | 18.815 |
| 10.  | Cerro Porteño (PF) | 22 | 18.389 |
| 11.  | Sol de América     | 22 | 14.159 |
| 12.  | Rubio Ñu           | 22 | 13.816 |

### Asistencia por partidos
A continuación se listan los diez partidos con mayor cantidad de espectadores.
| Pos. | Partido                    | Asistentes | Estadio                | Fecha |
| ---- | -------------------------- | ---------- | ---------------------- | ----- |
| 1.   | Olimpia-Cerro Porteño      | 18.263     | Antonio Oddone S.      | 6     |
| 2.   | Cerro Porteño-Olimpia      | 15.867     | Defensores del Chaco   | 17    |
| 3.   | Sportivo Luqueño-Olimpia   | 6.858      | Feliciano Cáceres      | 1     |
| 4.   | Olimpia-Sportivo Luqueño   | 6.105      | Defensores del Chaco   | 12    |
| 5.   | Guaraní-Olimpia            | 4.873      | Defensores del Chaco   | 3     |
| 6.   | Deportivo Capiatá-Guaraní  | 4.812      | Deportivo Capiatá      | 2     |
| 7.   | Libertad-Olimpia           | 4.786      | Defensores del Chaco   | 9     |
| 8.   | Olimpia-Guaraní            | 4.608      | Defensores del Chaco   | 14    |
| 9.   | Olimpia-Nacional           | 4.351      | Defensores del Chaco   | 16    |
| 10.  | Sportivo Carapeguá-Olimpia | 4.145      | Municipal de Carapeguá | 7     |